# San Giovanni Suergiu
San Giovanni Suergiu (Santu Giuanni Suèrgiu o Santu Juanni Sruexu in sardo) è un comune italiano di 5 533 abitanti della provincia del Sulcis Iglesiente, nella regione del Sulcis.

## Geografia fisica

### Territorio

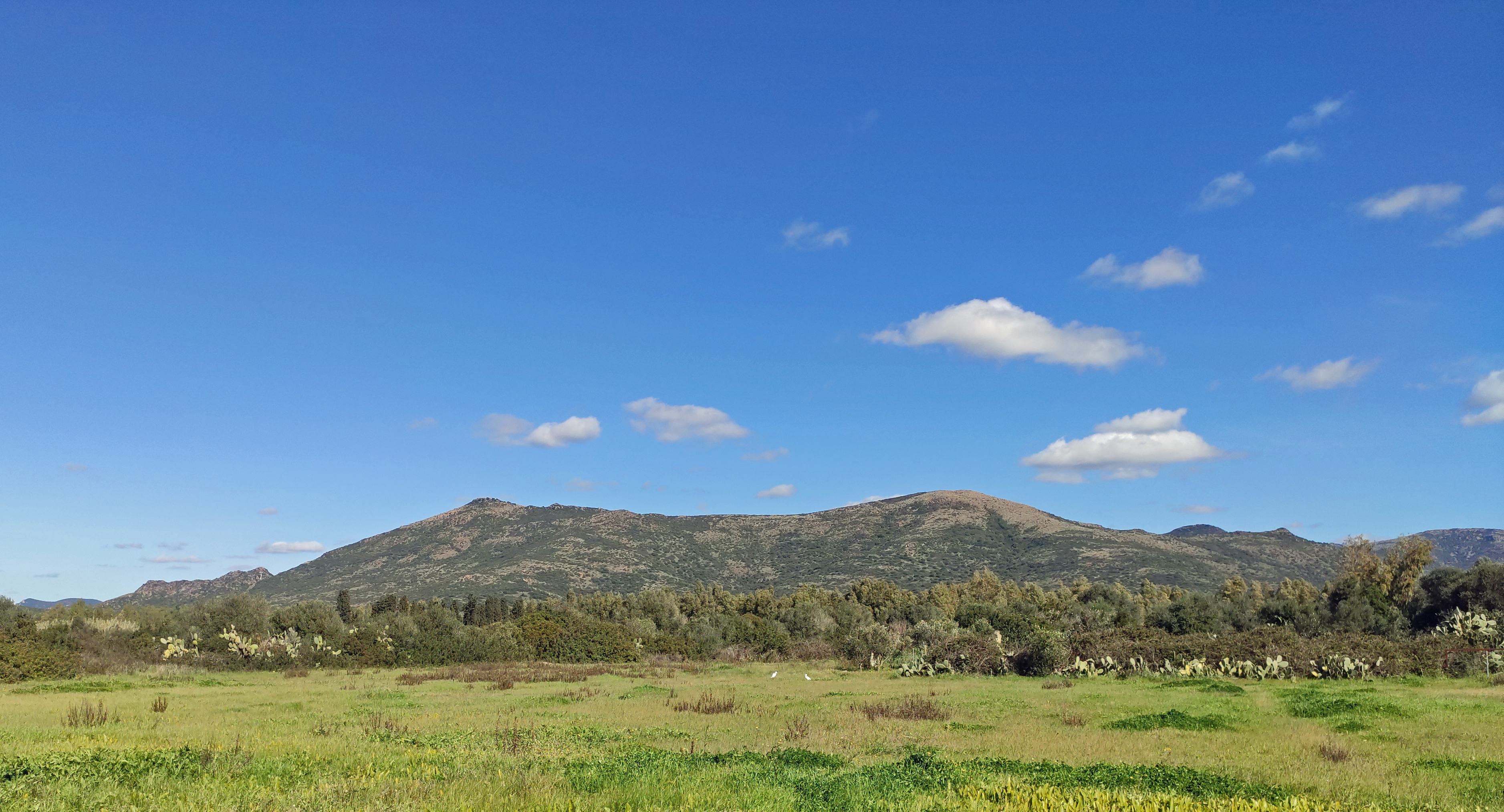
I rilievi al confine col territorio comunale di Carbonia comprendono anche il monte San Giovanni, il punto più alto del comune

San Giovanni Suergiu si trova nel Sulcis, a circa 70 km a ovest di Cagliari e a circa 5 a sud di Carbonia. Dal punto di vista morfologico il territorio è pianeggiante, il comune si trova infatti nella piana che termina nella vicina laguna di Sant'Antioco (alcune frazioni, come Matzaccara e Santa Caterina, sorgono proprio a ridosso di essa). I pochi modesti rilievi che si riscontrano nel territorio comunale si trovano a nord-est dell'abitato: la punta maggiore è quella del monte San Giovanni (332 m), al confine con Carbonia, poi il Pizzo Bianco (315 m) al confine col comune di Tratalias e Punta 'e Mesu (276 m). Tra i fiumi da segnalare il rio Palmas, che sfocia non lontano dalle saline di Sant'Antioco.
- Classificazione sismica: zona 4 (sismicità irrilevante), Ordinanza PCM n. 3274 del 20/03/2003[5]

### Cale, coste e spiagge del Comune
Nel litorale del Comune di San Giovanni Suergiu, partendo da nord verso sud, si hanno le seguenti cale, coste e spiagge più conosciute:
- Costa e porticciolo Bruncu 'e Teula (cioè: Collina di Tegola)
- Costa Corongiualis (cioè: Rialti o Terreni gibbosi)
- Costa Su Piccinnu Mortu (cioè: Il Piccino Morto)
- Costa S'Aqua 'e Ferru (cioè: L'Acqua di Ferro)
- Costa Punta Sa Guardia de Sa Perda (cioè: Punta La Guardia della Pietra)
- Costa S'Ega Manna (cioè: La Valle [acquitrinosa] Grande)

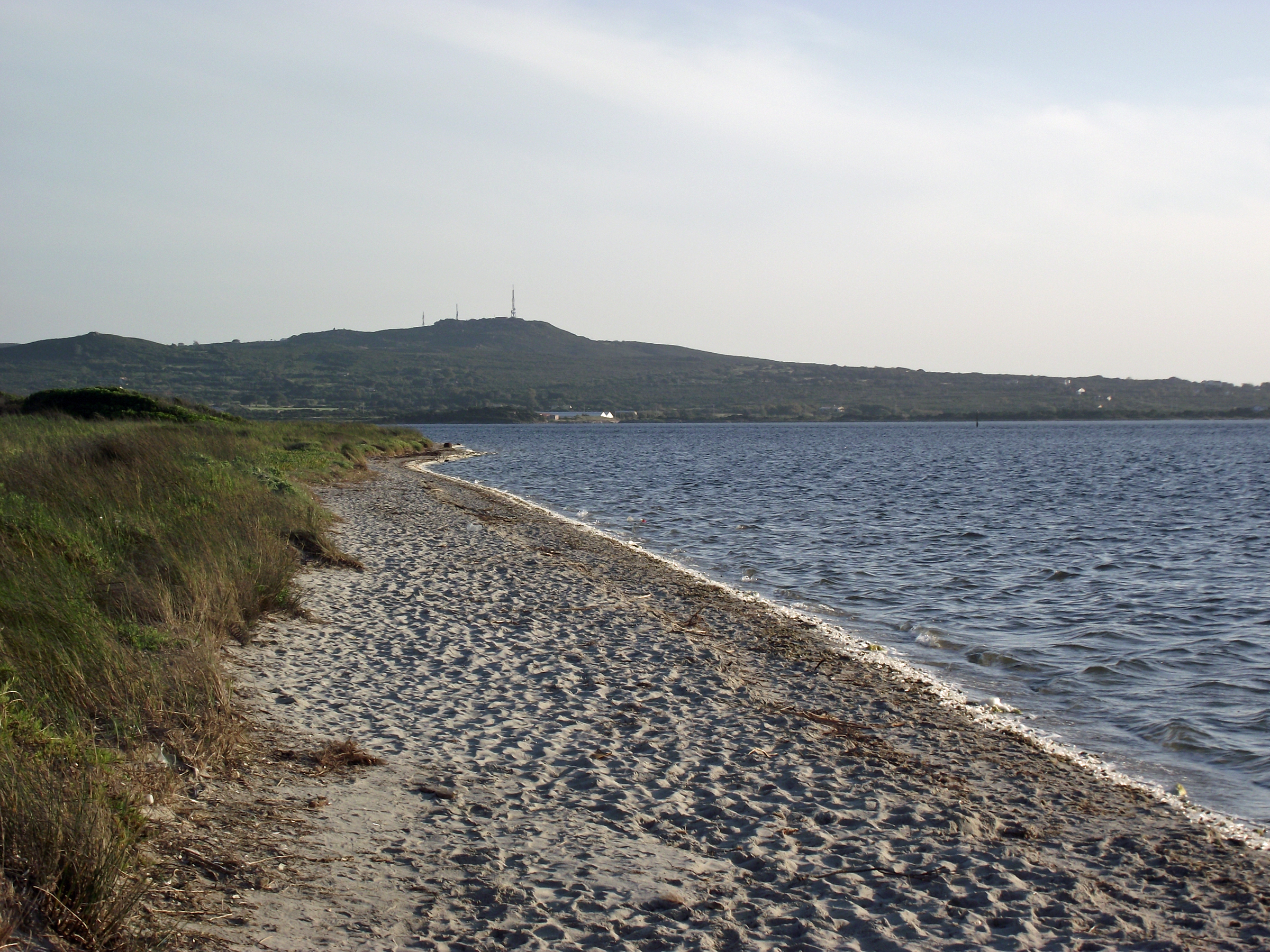
La spiaggia di Punt'e Trettu

- Spiaggia esterna di Punta 'e Trettu (cioè: Punta del tratto)
- Spiaggia interna di Punta 'e Trettu
- Costa Punta 'e Trettu (cioè: Punta del tratto)
- Costa Guardia Craboni (cioè: Guardia del Carbone)
- Costa S'Aqua Salida (cioè: L'Acqua Salata)
- Costa Sa Terredda (cioè: Piccola Terra)
- Spiaggia Su Cadelanu o Su Caderanu (cioè: Il Catalano)

## Storia

### Preistoria e storia antica

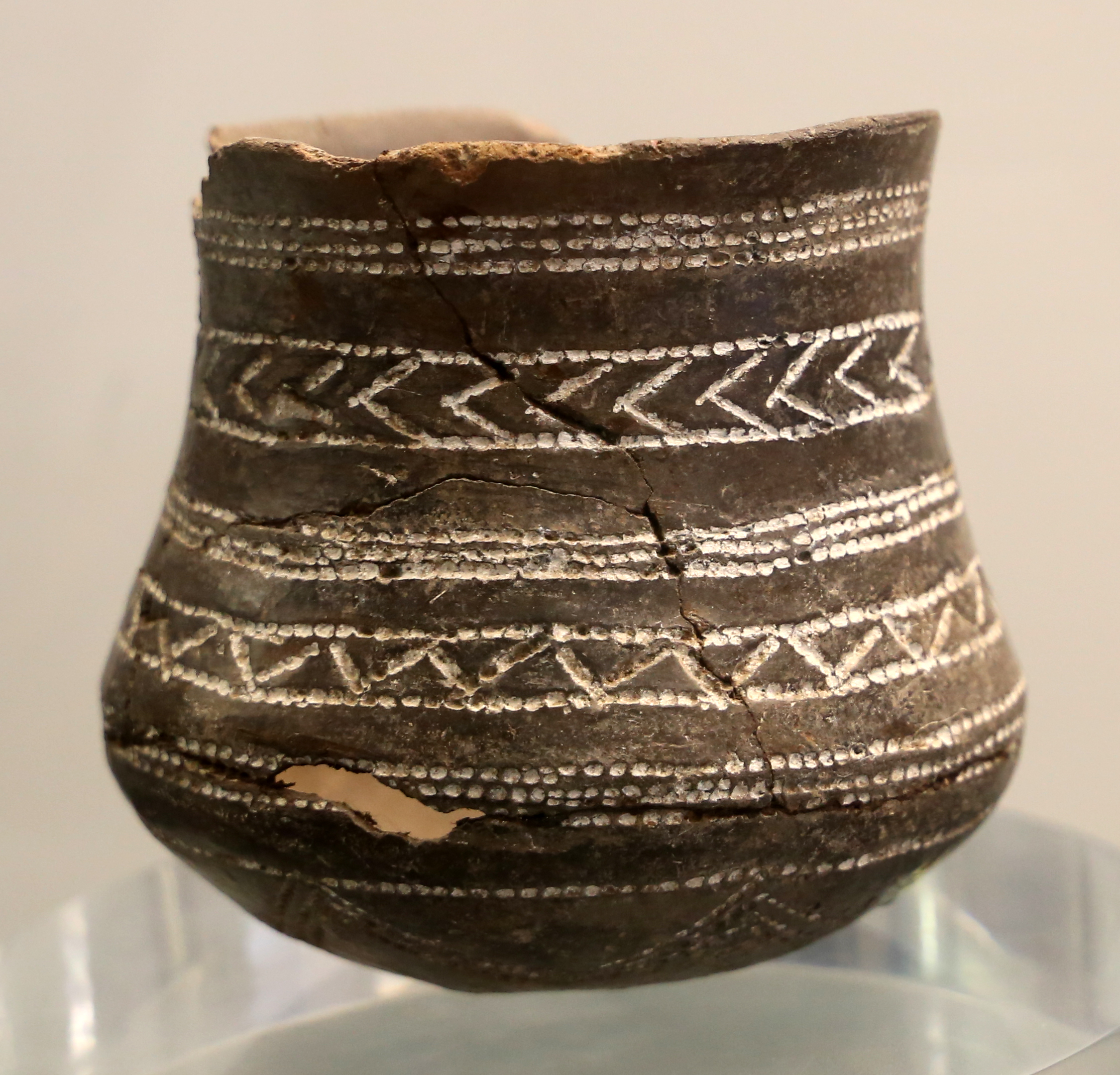
Vaso campaniforme da Is Loccis-Santus (Museo archeologico Villa Sulcis)

Il territorio sangiovannese fu abitato già in era prenuragica, nuragica, punica e romana, come dimostrano vari siti e reperti rinvenuti nell'area. Di particolare interesse sono le domus de janas di Is Locci Santus, sull'omonimo colle che si affaccia sulla laguna.
Sono ancora visibili anche le tracce della civiltà nuragica con i nuraghi di Is Meurras (punto di confine dei territori comunali di Tratalias e Giba) e di Craminalana (Tratalias). In quest'ultimo sito sono presenti anche diverse tombe dei giganti, attualmente non visitabili. In località Sa Guardiedda, sul litorale della laguna in posizione intermedia fra Sulki e la fortezza di Monte Sirai, nel periodo fenicio-punico venne costruito un attracco ancora visibile.

### Storia medievale

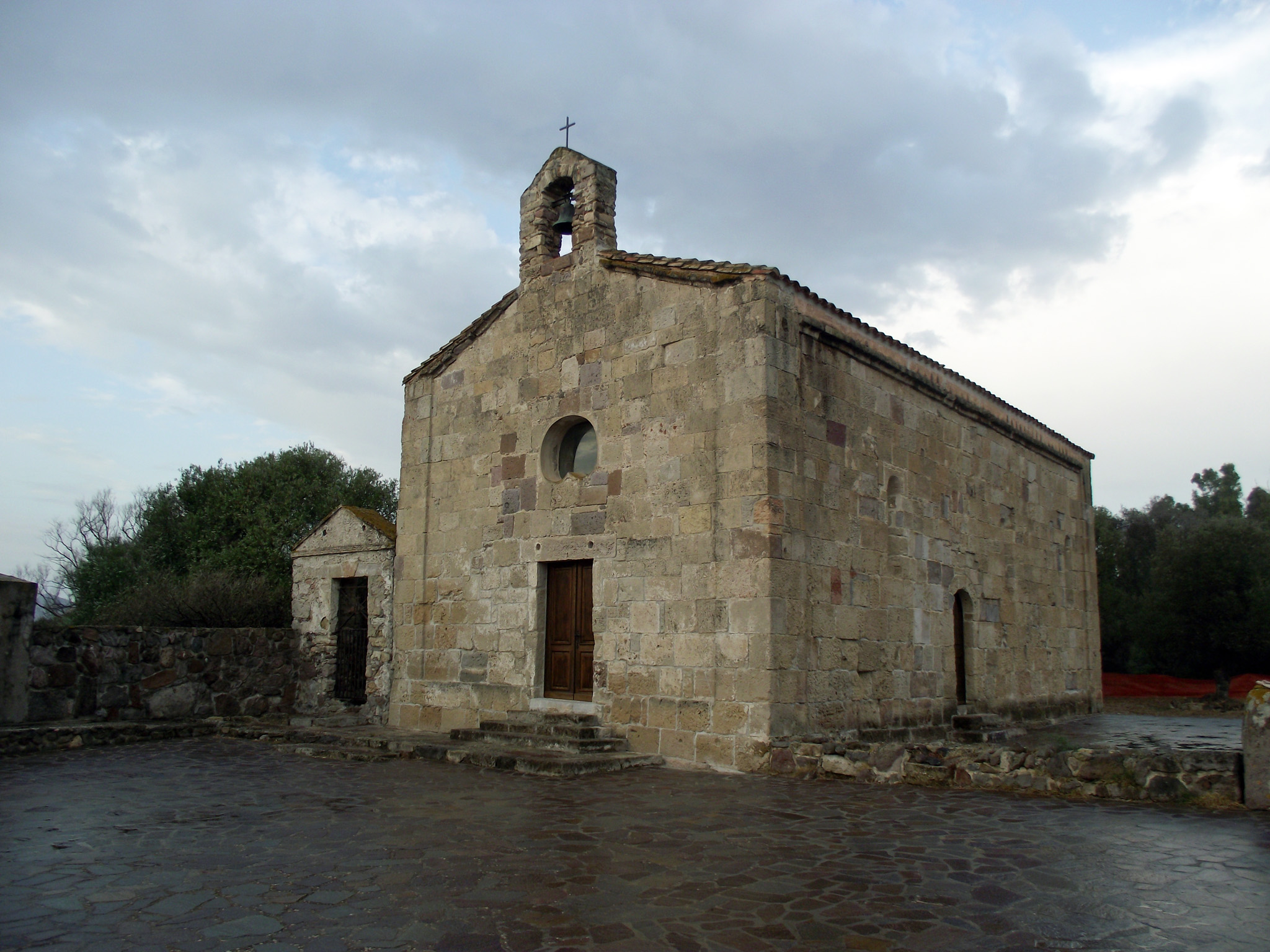
Chiesa di Santa Maria di Palmas, XI secolo, alle porte dell'area in cui sorgeva l'originario villaggio di Palmas

Nel periodo bizantino si insediarono tre comunità di monaci che vi costruirono tre conventi: a Palmas, a Suergiu e a Matzaccara, dei quali non restano tracce evidenti. È a quel periodo che si può far risalire la nascita di Villa di Palmas di Sols, poi appartenente alla curatoria del Sulcis del giudicato di Cagliari. È però del 1066 il primo documento esistente negli archivi che attesta la presenza dei monaci nel territorio. In quell'anno infatti, Vera, la moglie di Orzocco Torchitorio I, giudice di Cagliari, offrì ai monaci benedettini di Monte Cassino, sei chiese del Sulcis, fra cui Santa Maria di Palmas. Da cui si può dedurre che sia Palmas che la chiesa di Santa Maria siano state costruite in date antecedenti il 1066. Successivamente la chiesa fu donata ai monaci di San Vittore di Marsiglia (1089), dal Giudice Costantino I Salusio II, figlio di Torchitorio, che la tolse ai cassinesi senza l'assenso del Vescovo. Solo una decina d'anni dopo, il Papa Pasquale II la restituì al Vescovo diocesano. Causa le ripetute incursioni barbaresche che terrorizzavano e depredavano di ogni bene tutto il territorio che si affacciava al golfo di Palmas, la villa fu popolata da tante famiglie che abbandonarono la vicina Sulki-Sant'Antioco.

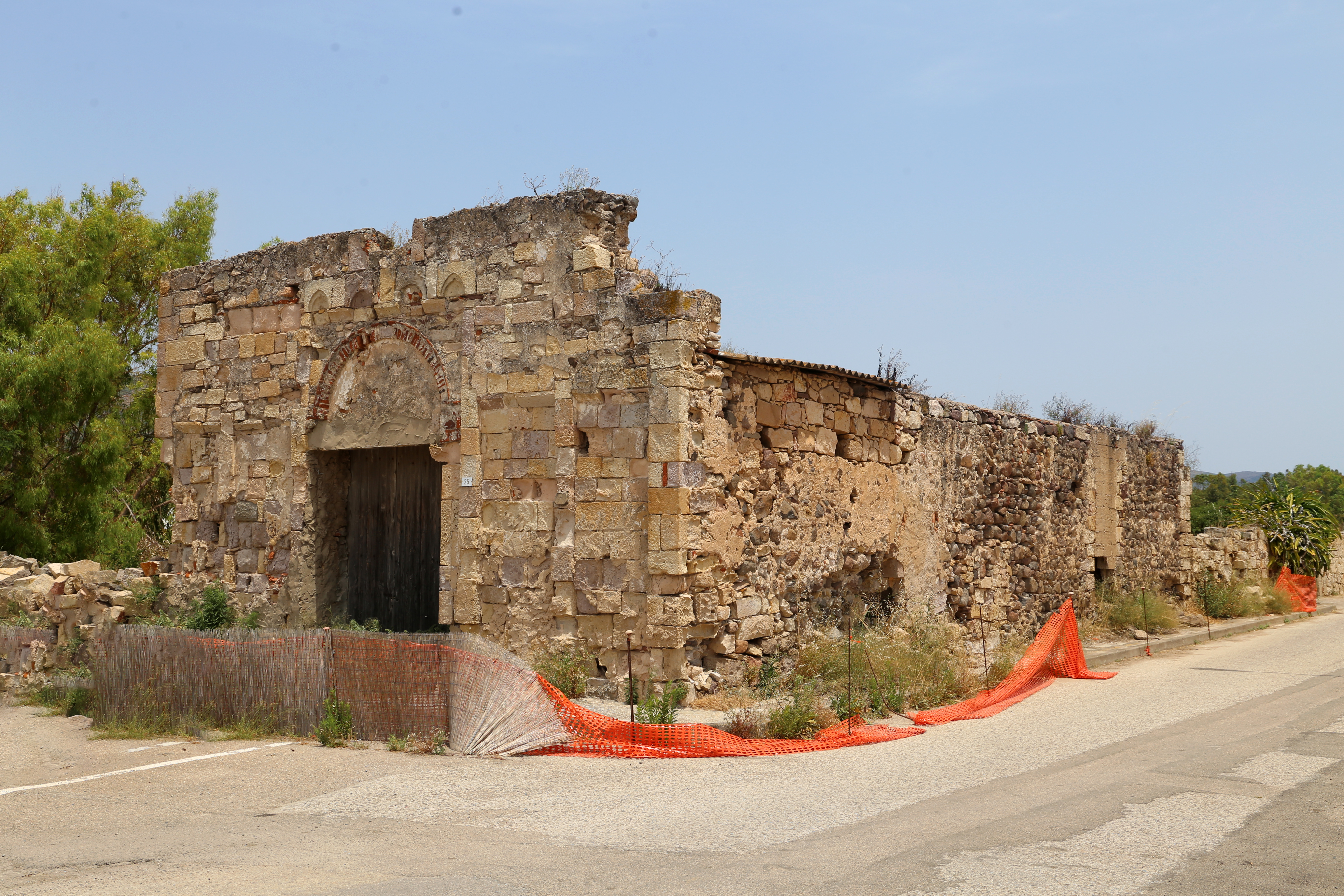
La vecchia pieve di San Giovanni, in rovina

Nel 1258 la villa passò sotto il controllo del pisano Gherardo della Gherardesca; alla morte del suo ultimo erede nel 1355 venne inglobata nel regno di Sardegna dagli aragonesi, tuttavia come la quasi totalità dei centri abitati sulcitani si spopolò completamente nei secoli successivi.

### Storia moderna e contemporanea
Nel 1616, in epoca spagnola, formò una contea di cui fu feudatario Luigi de Gualbes. Nel 1627 la contea fu trasformata in marchesato.
Ripopolatasi progressivamente dal Settecento, nell'area della vecchia Palmas di Sols si formarono vari medaus e furriadroxius, piccoli borghi che divennero il nucleo della Palmas conosciuta sino alla seconda metà del Novecento.

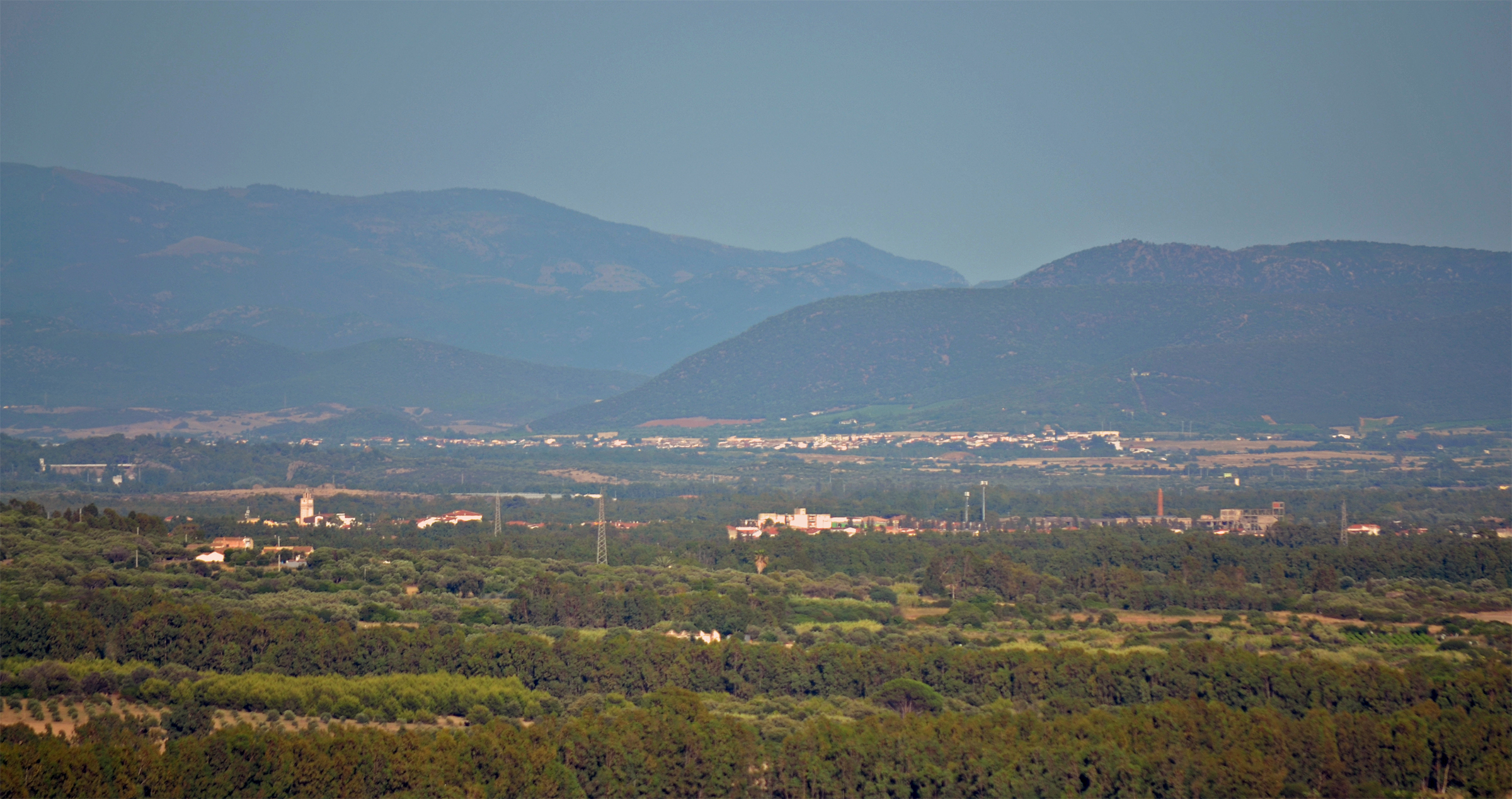
Vista di San Giovanni Suergiu da Matzaccara: il borgo divenne capoluogo comunale nella seconda metà dell'Ottocento

Nel 1793, nel corso della spedizione francese in Sardegna, sbarcarono nel territorio le truppe francesi comandate dall'ammiraglio Truguet, che miravano alla conquista dell'Isola ma che furono poi respinte.
Il territorio nel corso degli anni continuò a popolarsi; nel 1840, con la soppressione del sistema feudale, il paese fu riscattato ai Bon Crespi di Valdaura, ultimi feudatari, sino a diventare comune nel 1853.
A pochi chilometri di distanza da Palmas intanto altri medau si stavano progressivamente unendo intorno a quello di Suergiu (all'epoca frazione di Palmas), boddeu sorto attorno alla chiesa di origine medievale dell'antico abitato scomparso, situata ai piedi dell'omonimo colle e intitolata a San Giovanni Battista, mentre non resta traccia della chiesetta di San Pietro, presente soltanto nelle testimonianze orali di qualche anziano vissuto nella zona. Significativa, in tal senso è però la presenza in quella zona di attuali toponimi come S'Arriu de Santu Perdu (rio San Pietro) e anche "Su campusantu de Santu Perdu (il cimitero di San Pietro), in uso sino alla prima metà del Novecento e successivamente abbandonato. Mentre resta da stabilire dove fosse ubicato il convento, anche se appare logico localizzarlo in quell'areale per la presenza del fiume, indispensabile per l'utilizzo agricolo dei terreni da parte dei monaci. Dopo il cosiddetto ripopolamento avvenuto alla fine del Settecento, con l'unione dell'abitato costituito dall'antico boddeu e dal vicino medau di Is Mereus (dove attualmente c'è la via Regina Margherita) e la costruzione di nuove abitazioni lungo la nuova strada reale denominata "Obbligatoria" per Sant'Antioco, si formava progressivamente l'attuale centro cittadino, dove il Re trasferì con decreto dell'11 marzo 1863 la sede del Comune. Tale atto poté compiersi però concretamente solo nel 1889, anno di ultimazione del nuovo municipio. Da allora il Comune prese il nome di Palmas Suergiu.

La stazione FMS di Palmas Suergiu negli anni di attività ferroviaria. I treni attraversarono il centro sulcitano sino al 1974

Nella prima metà del Novecento Palmas Suergiu fu interessata a un rapido sviluppo industriale, che interruppe la monoeconomia agro pastorale sino ad allora presente. Nacquero così la centrale termoelettrica di Santa Caterina e gli impianti di raffinazione del carbone e di lavorazione del magnesio della SAMIS  (trasferiti però a Sant'Antioco negli anni trenta). Oltre a ciò la costruzione della rete delle Ferrovie Meridionali Sarde fece della stazione di Palmas Suergiu il principale scalo ferroviario del Sulcis dell'epoca, in quanto da qui si diramavano le linee per Iglesias, per Siliqua e per Calasetta (linee poi chiuse nel 1974). Dal punto di vista agricolo l'INPS bonificò una larga fetta di territorio paludoso nella zona tra Suergiu e Palmas (divenuta frazione), stabilendovi un'importante azienda agraria nel 1953, poi passata a gestione regionale e cessata negli anni ottanta. Tutti questi insediamenti produttivi portarono a un incremento della popolazione, con un flusso migratorio proveniente anche da oltre Tirreno, facilitato inoltre anche dal grande sviluppo che i vicini bacini carboniferi sulcitani stavano vivendo in quell'epoca.

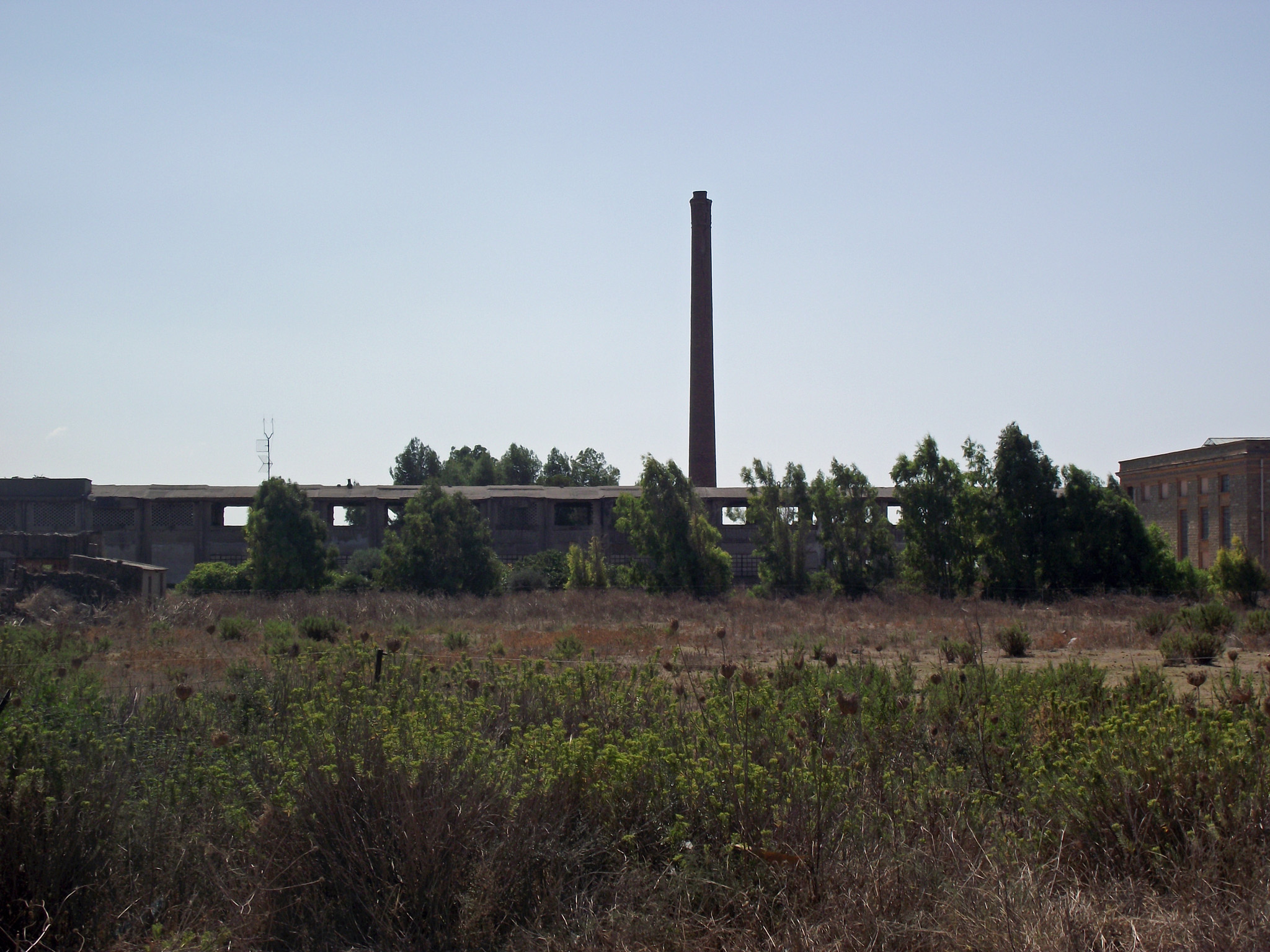
I resti degli impianti della SAMIS

Nel secondo dopoguerra il 13 marzo 1950 fu attribuita l'attuale denominazione di San Giovanni Suergiu. L'attuale toponimo unisce il nome del patrono cittadino, a cui era intitolata l'antica chiesa di San Giovanni Battista, con quello di Suergiu, uno dei medau attorno al quale si era sviluppato il centro, che a sua volta traeva il suo nome dal vicino monte Suergiu, così chiamato per la presenza di querce da sughero sul colle in passato. La costruzione dell'invaso di Monte Pranu, nella vicina Tratalias, portò nel 1962 all'abbandono dell'originaria Palmas da parte dei suoi abitanti (trasferiti a pochi chilometri di distanza nell'omonima frazione costruita ex novo), a causa delle infiltrazioni d'acqua che dalla diga avevano minato le fondamenta delle abitazioni (successivamente demolite) di questo e di altri borghi vicini. 
La progressiva crisi del settore estrattivo e industriale sulcitano costrinse a emigrare molti sangiovannesi, fenomeno in parte placato con la costruzione del polo industriale di Portovesme.

### Simboli
Lo stemma e il gonfalone del comune di San Giovanni Suergiu sono stati concessi con decreto del presidente della Repubblica dell'11 giugno 1997.
Nello stemma è raffigurata la facciata della chiesetta di Santa Maria di Palmas dell'XI secolo.
Il gonfalone è un drappo partito di rosso e di azzurro.

## Monumenti e luoghi d'interesse

### Architetture religiose

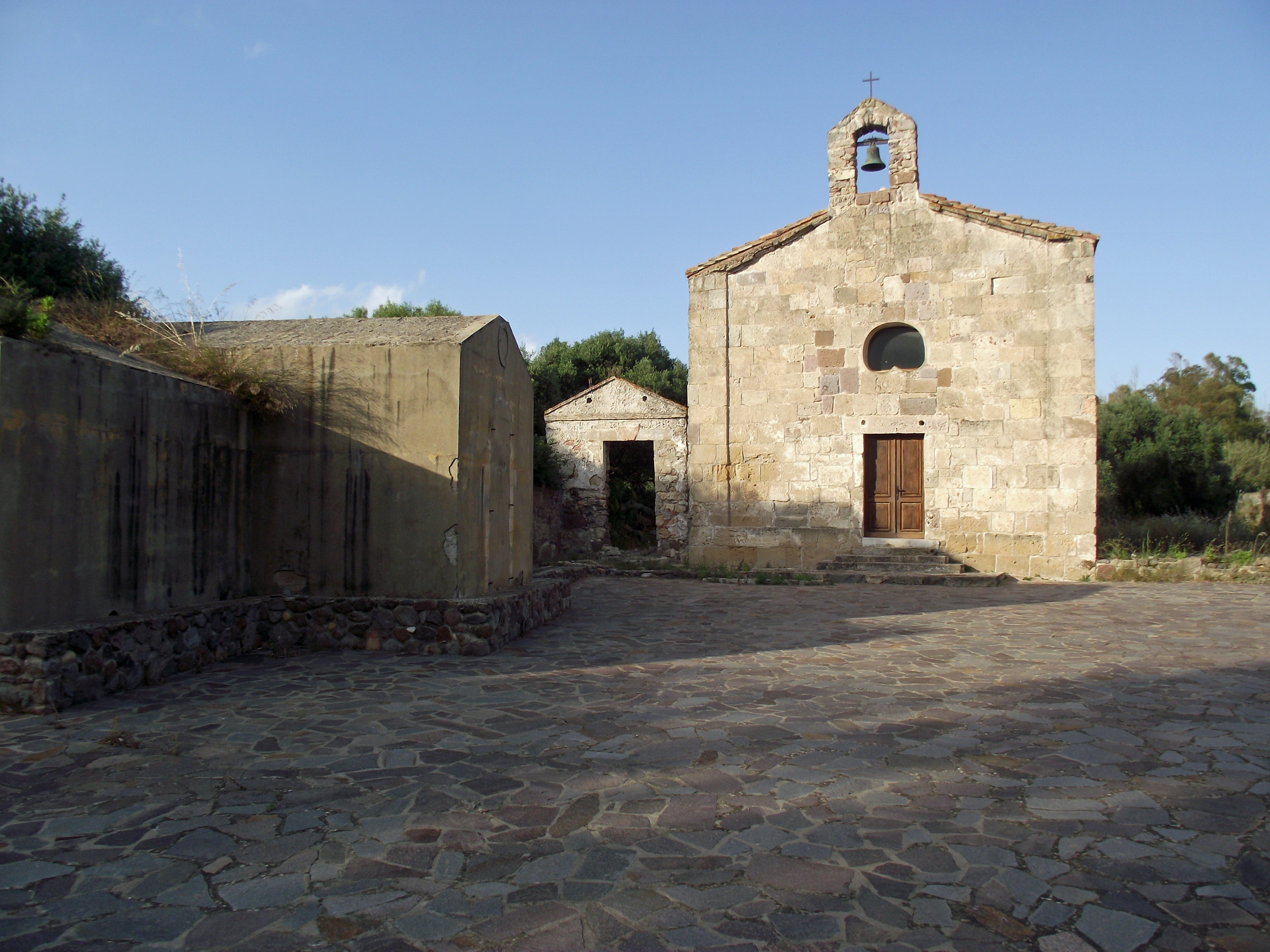
La chiesa di Santa Maria a Palmas (XI sec.), con a sinistra una ex casamatta della seconda guerra mondiale

- Chiesa di San Giovanni Battista (1959): l'attuale chiesa del centro sangiovannese fu costruita nella piazza 4 novembre, di fronte al municipio. Opera dell'architetto Di Tomassi, si distingue per lo stile moderno e per il campanile a pianta quadrata. Su una facciata è presente un mosaico realizzato da Filippo Figari.
- Chiesa di Santa Maria di Palmas (XI secolo): chiesa romanica pisana, sita in campagna a poca distanza dalla Statale 195, nell'area di Palmas Vecchia, di cui era il principale luogo di culto.
- Vecchia chiesa di San Giovanni Battista (XIV secolo): situata in via Garibaldi, questa chiesa, di cui oggi rimangono soltanto una parte della facciata e delle mura perimetrali, fu costruita in stile tardo-romanico. Attorno ad essa si sviluppò il nucleo originario di quello che oggi è l'abitato principale di San Giovanni Suergiu, e fu attiva come chiesa parrocchiale sino al 1936. Fu poi abbandonata e trasformata in ovile, portandola a un veloce degrado.

### Architetture militari
- Castello di Palmas (XI secolo): castello, di cui oggi restano solo alcuni ruderi, fatto erigere dai giudici di Cagliari nei dintorni della allora Palmas di Sols a scopi difensivi.
- Postazioni contraerea (XX secolo): resti di alcune fortificazioni antiaeree utilizzate nella seconda guerra mondiale, site ai piedi dei colli a ovest dell'abitato, a poca distanza dal nuraghe Craminalana.

### Siti archeologici

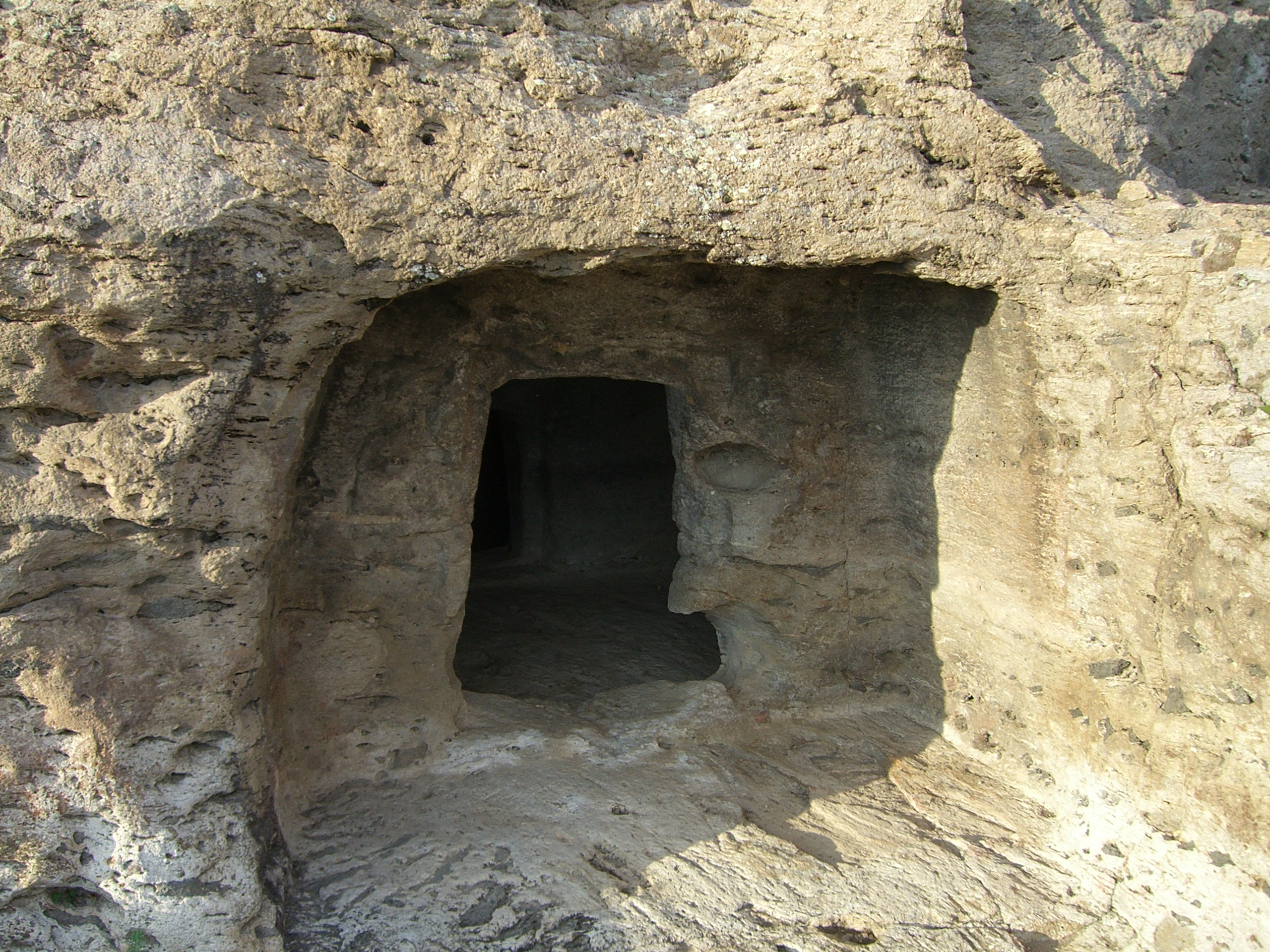
Domus de janas della necropoli di Is Loccis Santus

- Necropoli di Is Loccis-Santus: risalente al neolitico recente, in particolare alla cultura di Ozieri, consiste in una serie di 13 domus de janas.
- Nuraghe Craminalana
- Nuraghe Is Meurras
- Nuraghe Is Paras
- Nuraghe Loci
- Nuraghe Palangiai
- Nuraghe Palmas
- Nuraghe Candelargiu
- Tombe dei giganti di Craminalana

### Aree naturali
- Stagno di Mulargia
- Punt'e Trettu: promontorio sulla laguna di Sant'Antioco dotato inoltre di un'ampia pineta.

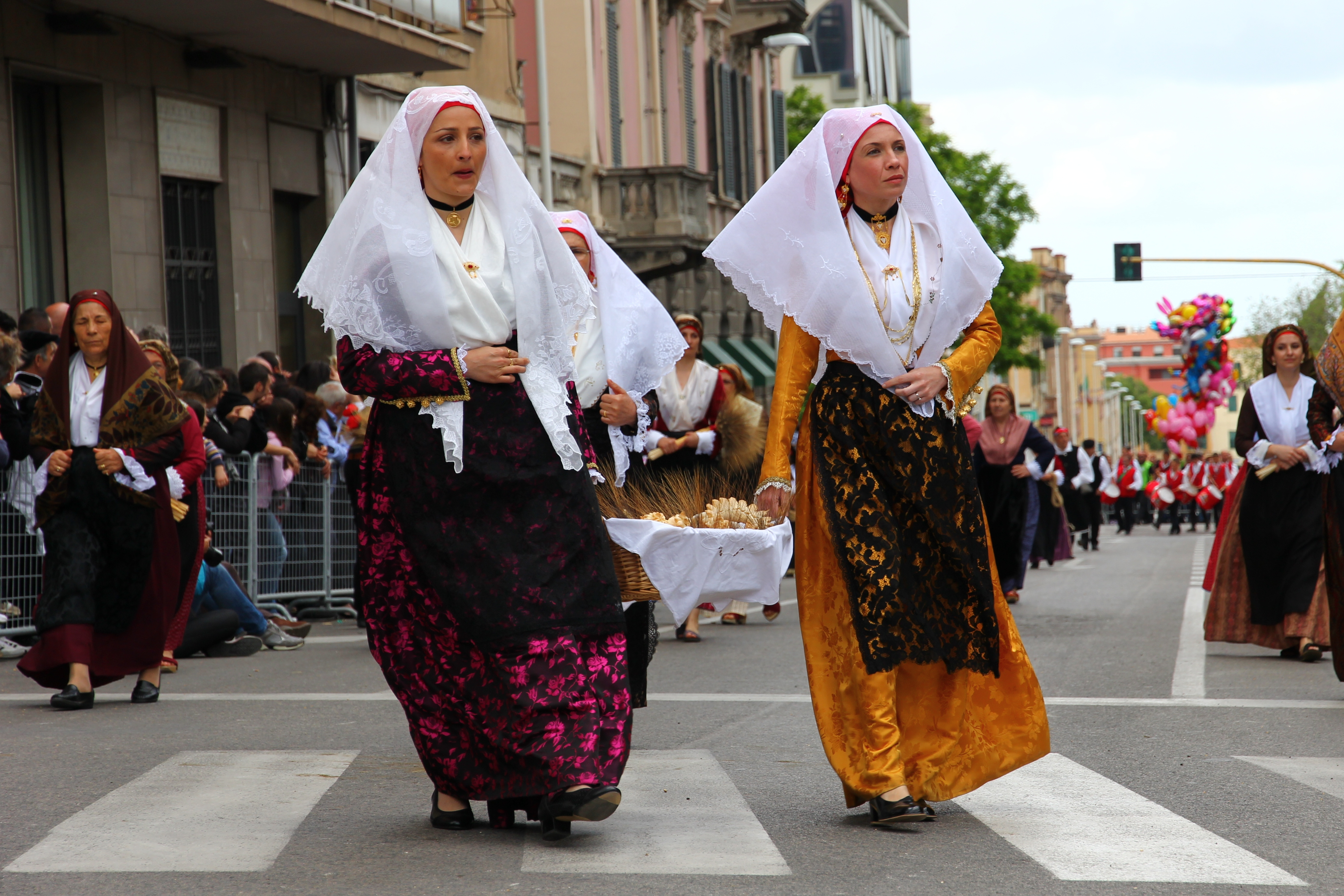
Costume tradizionale di San Giovanni Suergiu

## Società

### Evoluzione demografica
Abitanti censiti

### Lingue e dialetti
La variante del sardo parlata a San Giovanni Suergiu è il campidanese sulcitano.

## Geografia antropica

### Frazioni

#### Is Urigus
Località posta al confine con la frazione carboniense di Is Gannaus, a circa 3 km a nord del centro sangiovannese.

#### Matzaccara
Frazione distante circa 8 km da San Giovanni Suergiu, a breve distanza da Punt'e Trettu.

#### Palmas
Borgo sorto negli anni sessanta per accogliere gli abitanti dell'omonima frazione demolita in seguito al dissesto causato dalle infiltrazioni d'acqua proveniente dall'invaso di Monte Pranu, sorge a circa 3 km di distanza dal centro principale.

#### Altre località del territorio
Fanno parte del territorio del comune di San Giovanni Suergiu anche le località Azienda Agraria INPS, Bruncu Teula, Campu Frassoi, Is Achenzas, Is Collus, Is Cordeddas, Is Gannaus, Is Imperas, Is Loccis, Is Loccis Diana, Is Loccis Santus, Is Massaius, Is Melonis, Is Pes, Is Pistis, Is Pitzus, Is Pusceddus, Is Scarteddus, Luxia Collu, Piscinì, Sa Carabia e Santa Caterina.

## Economia
L'economia del comune è ancora basata in buona parte sull'agricoltura e sull'allevamento. Tuttavia un importante ruolo rivestono la piccola industria (sebbene non più presente come nei decenni precedenti) e il settore terziario.

## Infrastrutture e trasporti

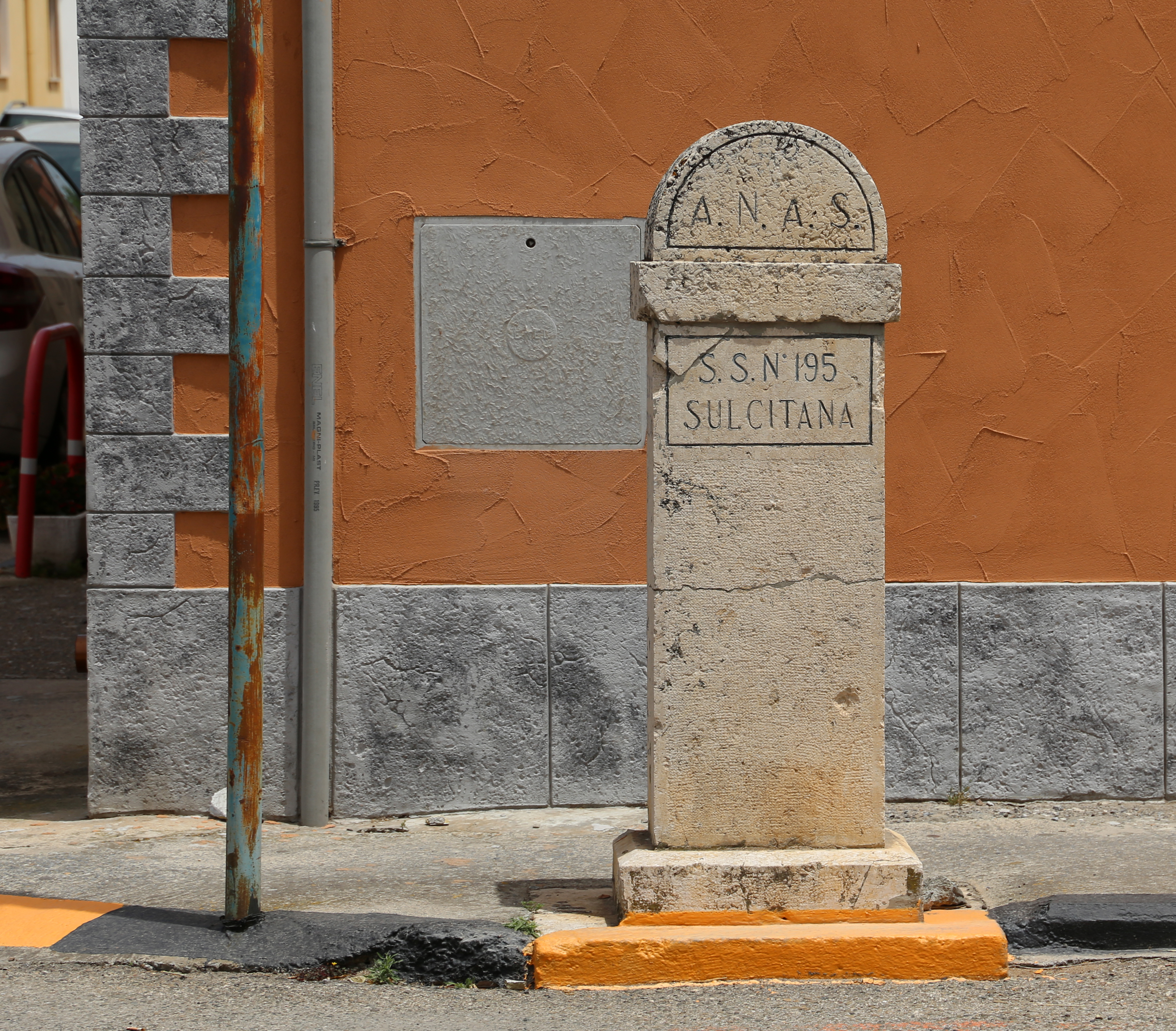
Pietra miliare Anas sulla Statale 195 Sulcitana, all'interno del centro abitato

### Strade
San Giovanni Suergiu è raggiungibile attraverso:
- la Statale 126, che la collega a Carbonia, ai comuni dell'Iglesiente, e all'Isola di Sant'Antioco
- la Statale 195, che permette il collegamento con il Basso Sulcis

### Autolinee
Il collegamento con il resto della provincia, coi capoluoghi di quest'ultima e con Cagliari dagli autobus dell'ARST. Quest'azienda effettua anche le corse sostitutive delle linee ferroviarie che sino agli anni settanta collegavano San Giovanni Suergiu col resto del Sulcis.